# Rockwell Blake
Rockwell Blake é um tenor leggero americano de óperas. Nasceu em Plattsburgh em Nova Iorque no dia 10 de janeiro de 1951. Particularmente conhecido por seus papéis em óperas de Rossini. Foi o primeiro vencedor do Prémio Richard Tucker Award.

## Biografia
Nasceu em Plattsburgh Nova Iorque, estudou música em State University of New York (Fredonia) e na Catholic University of America.
As suas últimas aparições no palco foram na ópera de Rossini La donna del lago (Lisboa, 2005)

## Repertório
| Papel               | Título                              | Autor     |
| ------------------- | ----------------------------------- | --------- |
| Gualtiero           | Il pirata                           | Bellini   |
| Elvino              | La sonnambula                       | Bellini   |
| Arturo Talbo        | I puritani                          | Bellini   |
| Georges             | La dame blanche                     | Boieldieu |
| Gerard              | Lakmé                               | Delibes   |
| Seide               | Alina, regina di Golconda           | Donizetti |
| Lord Riccardo Percy | Anna Bolena                         | Donizetti |
| Fernando            | Il furioso all'isola di San Domingo | Donizetti |
| Fernando            | Marin Faliero                       | Donizetti |
| Tonio               | La Fille du régiment                | Donizetti |
| Ernesto             | Don Pasquale                        | Donizetti |
| Orphée              | Orphée et Eurydice                  | Gluck     |
| Renaud              | Armide                              | Gluck     |
| Jupiter             | Semele                              | Handel    |
| Adriano             | Il crociato in Egitto               | Meyerbeer |
| Robert              | Robert le Diable                    | Meyerbeer |
| Raoul de Nangis     | Les Huguenots                       | Meyerbeer |
| Mitridate           | Mitridate, re di Ponto              | Mozart    |
| Don Anchise         | La finta giardiniera                | Mozart    |
| Idomeneo            | Idomeneo                            | Mozart    |
| Don Ottavio         | Don Giovanni                        | Mozart    |
| Ferrando            | Così fan tutte                      | Mozart    |
| Ferdinando          | Il Flaminio                         | Pergolesi |
| Dorvil              | La scala di seta                    | Rossini   |
| Conte Alberto       | L'occasione fa il ladro             | Rossini   |
| Lindoro             | L'Italiana in Algeri                | Rossini   |
| Don Narciso         | Il Turco in Italia                  | Rossini   |
| Norfolk             | Elisabetta, Regina d'Inghilterra    | Rossini   |
| Conte d'Almaviva    | Il barbiere di Siviglia             | Rossini   |
| Rodrigo             | Otello                              | Rossini   |
| Don Ramiro          | La Cenerentola                      | Rossini   |
| Rinaldo             | Armida                              | Rossini   |
| Selimo              | Adina                               | Rossini   |
| Oreste              | Ermione                             | Rossini   |
| Giacomo V           | La donna del lago                   | Rossini   |
| Ilo                 | Zelmira                             | Rossini   |
| Idreno              | Semiramide                          | Rossini   |
| Conte di Libenskof  | Il viaggio a Reims                  | Rossini   |
| Ory                 | Le Comte Ory                        | Rossini   |
| Duca di Mantova     | Rigoletto                           | Verdi     |

## Prémios e distinções
- List of Richard Tucker Award winners 1978
- Cavaliere Ufficiale, Ordine al Merito della Repubblica Italiana 1994
- Diapason d'Or de l'Année 1994
- Honorary Degree - Doctor of Music, State University of New York
- Victoire de la Musique 1997
- Chevalier de l'Ordre des Arts et Lettres de la République Française 2000
- Grand Prix du Palmares des Palmares 2004

## Discografia
Óperas
- Boieldieu - La Dame blanche (CD Angel/EMI)
- Donizetti - Alina (CD Nuova Era)
- Donizetti - Marin Faliero (DVD Hardy Classic)
- Mozart - Mitridate Re di Ponto (DVD Euro Arts)
- Rossini - Il barbiere di Siviglia, Conductor: Bruno Campanella (CD Nuova Era)
- Rossini - La Donna del Lago, Conductor: Riccardo Muti (CD Philips)
- Rossini - La Donna del Lago, Conductor: Riccardo Muti (DVD La Scala Collection)
- Rossini - La Donna del Lago, Conductor: Claudio Scimone (CD Ponto)
- Rossini - Elisabetta Regina d'Inghilterra (DVD Hardy Classic)

Recitais
- Airs d'Opéras Français (CD EMI)
- Encore Rossini (CD Arabesque Recordings)
- The Mozart Tenor (CD Arabesque Recordings)
- Rossini Melodies (CD EMI)
- The Rossini Tenor (CD Arabesque)